# Mount Seymour Provincial Park
Der Mount Seymour Provincial Park ist ein 3.508 Hektar großer Provincial Park in der kanadischen Provinz British Columbia. Der Park liegt 15 Kilometer nördlich von Vancouver in den North Shore Mountains und ist ein Naherholungsgebiet für die Einwohner Vancouvers. Der Park grenzt teilweise an den östlich gelegenen Indian Arm Provincial Park.

## Anlage

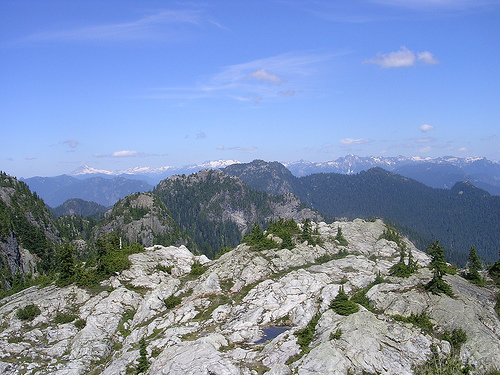
Gipfel des Mount Seymour

Der Park ist von North Vancouver aus erreichbar. Seine höchsten Erhebungen sind der Mount Bishop mit 1509 m, der namensgebende Mount Seymour mit 1453 m und der Mount Elsay mit 1418 m. Im Park liegen mehrere Seen. Der größte See ist der Elsay Lake im Norden des Parks. Kleinere Seen sind der Pencier, Flower, Gopher und Goldie Lake, von denen Bäche in den östlich gelegenen Indian Arm des Burrard Inlet fließen.
Bei dem Park handelt es sich um ein Schutzgebiet der Kategorie II (Nationalpark).
Mit 857.192 Besuchern (Personentagen) in der Saison 2023/2024, die von April bis März geht, gehörte er zur Gruppe der zehn am meisten besuchten Parks der Provinz.

## Geschichte
Der Mount Seymour wurde nach Frederick Seymour benannt, der von 1864 bis 1869 Gouverneur von British Columbia war. Die erste bekannte Besteigung des Mount Seymour erfolgte 1908 durch eine Gruppe des BC Mountaineering Club. 1929 erkundeten Mitglieder des Alpine Club of Canada die Eignung des Geländes als Skigebiet. Im folgenden Jahr pachtete der Club das Gebiet für 21 Jahre, doch durch die Weltwirtschaftskrise konnte er das Gebiet nicht als Skigebiet nutzen. Deshalb beantragte der Club 1935 bei der Provinzregierung, das Gebiet als Park zu schützen. 1936 wurde der Provinzpark gegründet.

## Flora und Fauna
Bis zu einer Höhe von 1000 Metern ist der Park mit Nadelwald aufgeforstet, durchsetzt mit alten Douglasien und Nootka-Scheinzypressen. Ab 1000 Metern wachsen Purpurtannen und Berg-Hemlocktannen. Auf den Bergwiesen blühen im Sommer zahlreiche alpine Blumen.
Im Park leben zahlreiche kleinere und größere Säugetierarten. Häufig zu sehen sind Hirsche und Kojoten. Im Hinterland leben auch Schwarzbären, Rotluchse und Pumas. Dazu kommen zahlreiche andere Arten wie Hasen, Eichhörnchen und Baummarder. Viele Vogelarten sind im Parkgebiet heimisch, darunter der Diademhäher, der Wappenvogel British Columbias, Meisenhäher, Goldhähnchen oder Moorhühner. Mehrere Falkenarten kann man auf ihren jährlichen Wanderungen beobachten.

## Aktivitäten
Der Park bietet Ausblicke auf die Stadt Vancouver und auf den Indian Arm. Im Park gibt es fünf Picknickbereiche, am Parkplatz befinden sich eine Cafeteria und Sanitäranlagen. 14 ausgeschilderte Wege mit unterschiedlichen Längen und Schwierigkeitsgraden verlaufen durch den Park, von denen die meisten sowohl von Fahrradfahrern wie auch von Wanderern genutzt werden. Nur die höher gelegenen Wege sind allein für Wanderer reserviert. Durch den Park verlaufen fünf Kilometer des Baden-Powell-Trails, ein 42 Kilometer langer Wanderweg im Norden Vancouvers. Im Winter ist der Park ein Skigebiet, von Mitte Dezember bis Ende März werden Schneeschuhpfade und Langlaufloipen angelegt. Ein privater Anbieter betreibt vier Skilifte. Für Gruppen bietet die Parkverwaltung Naturerlebnisprogramme an, darunter auch ein Bärenprogramm.